# Nikoláyevskaya (Krasnodar)
Nikolayévskaya (del ruso: Николаевская) es una stanitsa del raión de Uspénskoye del krai de Krasnodar, en el sur de Rusia. Está situada en la orilla derecha del río Kubán, 14 km al este de Uspénskoye y 202 km al este de Krasnodar, la capital del krai. Tenía 1 547 habitantes en 2010.
Es cabeza del municipio Nikoláyevskoye.

## Historia
La localidad fue fundada por emigrantes de Temnoléskaya alrededor de 1825.